# Cappon magro
Cappon magro (italsky [kapˈpom ˈmaːɡro]IPA) či capon magro (ligursky [kaˌpuŋ ˈmaːɡru]IPA) je propracovaný janovský salát z mořských plodů a zeleniny položený na sucharech, uspořádaný do dekorativní pyramidy a ozdobený bohatou omáčkou. Podobný, ale mnohem méně propracovaný pokrm se v Ligurii nazývá capponata (ligursky cappunadda), na Sardinii capponata a v Kampánii caponata estiva či caponata di pesce. Je to salát z rajčat, okurek, paprik, hlávkového salátu, vajec natvrdo, bottargy a sušeného tuňáka, ochucený olivovým olejem.

## Název

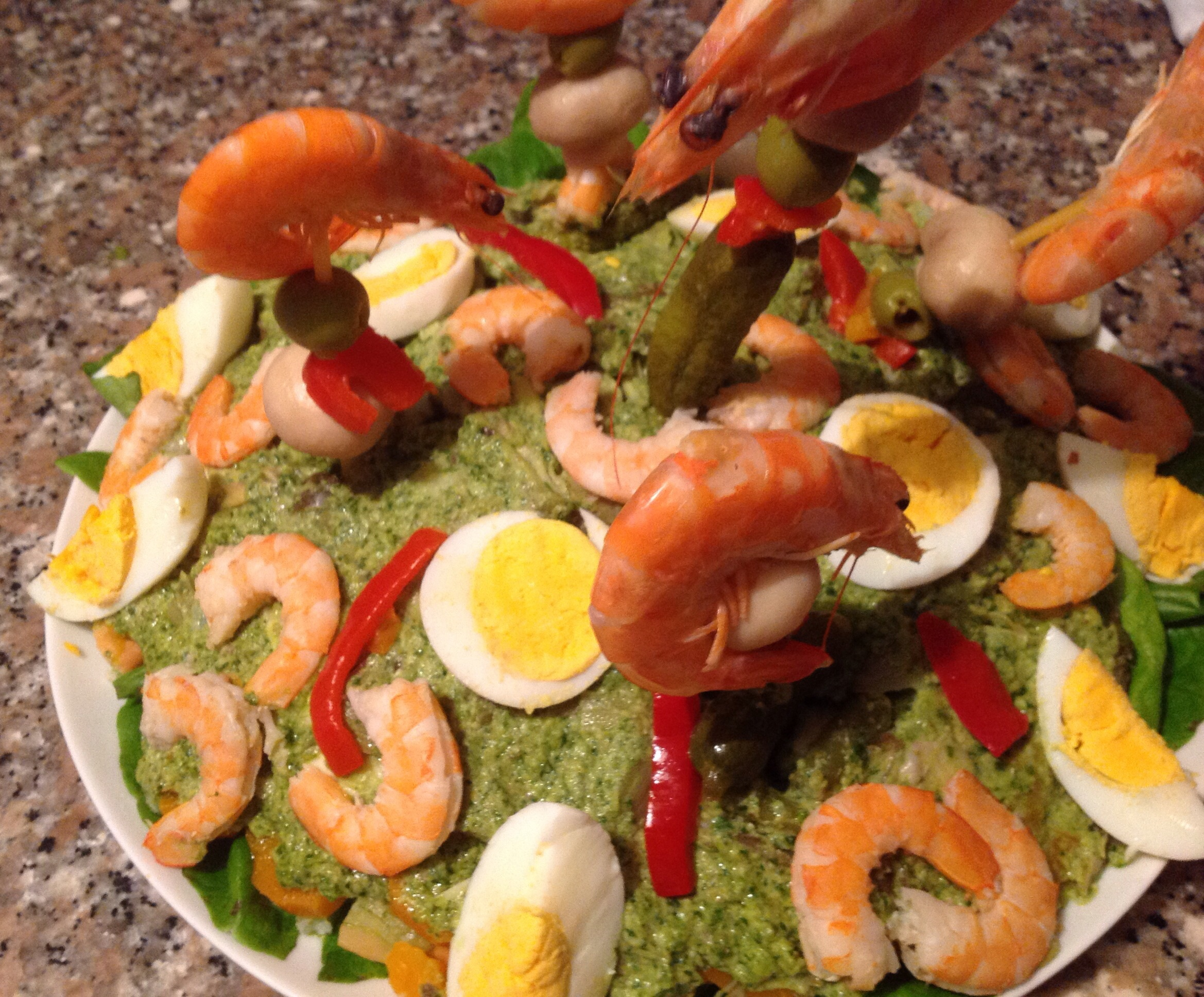
Cappon magro

Cappon magro znamená capon na postní den. Protože pokrm neobsahuje žádné ingredience, které by se podle pravidel tradičního katolického půstu považovaly za maso, je vhodným jídlem pro tradiční katolické postní dny, včetně Štědrého dne. Slovo capon může být ironickým odkazem na kapouna, tradiční vánoční pokrm. Nebo se může vztahovat na sušenkový základ, srovnatelný s francouzským slovem chapon, což je krajíc chleba potřený česnekem, který se dává na dno polévkové nebo salátové mísy. Může se také vztahovat na jednu z mnoha ryb zvaných cappone.

## Příprava
Základem cappon magro je vrstva sucharů zvaných gallette potřených česnekem a namočených v mořské vodě a octě. Poté se vrstvu po vrstvě staví pyramida.
Každá vrstva se může skládat z jedné nebo více druhů zeleniny, ryb nebo mořských plodů. Všechny recepty zahrnují vařenou bílou rybu, humra, zelené fazolky, celer, mrkev, řepu a brambory. Mohou být zahrnuty i další mořské plody a zelenina. Každá ingredience se vaří zvlášť, nakrájí se a ochutí se olejem a octem. Každá vrstva je ozdobena jakýmsi křížencem salsa verde a majonézy. Skládá se z petrželky, česneku, kaparů, ančoviček, natvrdo uvařených žloutků a zelených oliv rozdrcených v hmoždíři s olivovým olejem a octem. Na vrcholu pyramidy je humr. Boky pyramidy jsou ozdobeny zelenými olivami, bottargou, kapary, filety z ančoviček, raky, artyčoky a čtvrtkami natvrdo uvařených vajec.

## Neapolská caponata estiva
Neapolský pokrm zvaný caponata estiva (doslova letní caponata), caponata napolitana nebo caponata di pesce se skládá z navlhčených kruhovitých sucharů (friselle nebo gallette) ochucených olejem, solí, česnekem, oreganem a bazalkou a navrchu jsou položeny nakrájená rajčata a případně tuňák. Volitelně lze přidal libovolný počet dalších ingrediencí, včetně uzeného sledě, nakládané zeleniny, oliv, kaparů, ančoviček, sardinek, vajec natvrdo, velmi tenkých plátků vařeného hovězího masa, okurky, mrkve a celeru.